# Фотофініш
Фотофініш — програмно-апаратна система для фіксації послідовності перетину фінішної лінії учасниками змагань. Результатом роботи цієї системи є зображення, яке можна неодноразово переглядати.
Фотофініш працює за принципом щілинної зйомки: зображення проектується через вузьку щілину (а в цифровому фотофініші — фіксується лінія шириною в один піксель). Отримане в результаті цього статичне зображення «набирається» з цих смужок, як малюнок на килимі.
Всі сучасні системи фотофінішу мають синхронізований зі стартовим сигналом таймер. Це дозволяє отримати не тільки порядок фінішу, але й точний результат учасників, які перетнули фінішну межу.

## Історія

### Період фотографії
Перша відома згадка про використання фотофінішу відноситься до кінця XIX століття — тоді для визначення переможця у перегонах була використана звичайна фотокамера. У номері за травень 1882 року журналу «Nature» було опубліковано лист піонера швидкісного фотографування Едварда Мейбріджа, в якому вказувалося, що «в найближчому майбутньому результати важливих заїздів будуть залежати від фотографії, за якою визначатиметься переможець». Найстаріша відома фотографія фотофінішу датується 25 червня 1890 року.
Крім тоталізатора, переваги тодішнього технічного нововведення незабаром стали застосовуватися і в різних видах спорту з масовим фінішем.
На Олімпійських іграх вперше застосований у 1912 році в Стокгольмі. Невдовзі з'ясувалися і технічні недоліки фотографування для фіксації подібних подій. Так, за час, поки рухалася шторка у затворі фотоапарата, коні встигали пройти шлях довжиною близько 10 сантиметрів, фотокамера не могла зафіксувати всіх, хто перетинає фініш (втім, цю проблему трохи пізніше вдалося частково вирішити використанням декількох фотоапаратів, що фотографували почергово), та ін. Незважаючи на те, що удосконалена техніка фотографування застосовувалася для фотофінішу щонайменше до початку 1940-х років, вже в 1920-х роках почалися експерименти з кінозйомкою.

### Період швидкісної кінозйомки
У 1926 році Данською федерацією легкої атлетики було представлено пристрій фотофінішу, що використовує техніку прискореної зйомки. У 1928 році пристрій застосовується на Олімпійських іграх в Амстердамі. Революція в поєднанні фотофінішу та автохронометражу відбувається на початку 30-х років ХХ століття з появою «камери Кірбі» — високошвидкісної кінокамери, винайденої Густавусом Т. Кірбі і вперше застосованої в 1931 році. Вироблений фірмою Kodak-Bell lab's пристрій мав два об'єктива, використовував 60 мм кіноплівку, що проганялась зі швидкістю 128 кадрів на секунду. Через один об'єктив знімалася власне лінія фінішу, другий об'єктив був сфокусований на вмонтований електромеханічний хронометр з обертовими дисками, на яких були нанесені числові відмітки. Таймер системи запускався від пострілу стартового пістолета. Офіційний дебют «камери Кірбі» відбувся на Олімпійських Іграх 1932 року в Лос-Анджелесі. На Олімпіаді 1936 року в Берліні німецьким інженерам із Zeiss-Ikon AG та Physikalisch-Technischer Reichsanstalt вдалося створити щось аналогічне: використовувалися дві асинхронні камери, що знімали зі швидкістю 50 кадрів в секунду, а їх поєднання давало задану дискретність — 100 кадрів в секунду. Пристрій називався Ziel-Zeit Camera.
У ті ж 30-ті роки стала застосовуватися і техніка так званої «щілинної» кінозйомки, яка значно знизила витрату плівки і дала більш об'єктивні результати фотоконтролю.
Наступним етапом розвитку техніки фотофінішу став винахід у 40-х роках електричного методу нанесення маркерів часу безпосередньо на плівку з дискретністю 1/1000 секунди.
Перша післявоєнна Олімпіада 1948 року в Лондоні стала останньою, де застосовувався «одиничний продукт» — спеціально виготовлена компанією British Race Finish Recording Co. Ltd система фотофінішу, під назвою «Magic Eye» («Магічне око»)
1950-ті роки пройшли під знаком технологічного суперництва між компаніями «Omega» та «Longines», результатом якого ставали все більш нові та досконалі технологічні рішення в спортивному хронометражі та фотофініші.
В 1949 році компанія «Omega» представила систему Racend OMEGA Timer, яка вказується компанією як перша серійна система фотофінішу у світі, — в 1952 році вона дебютувала під маркою Photofinish на зимовій Олімпіаді 1952 року в Осло.

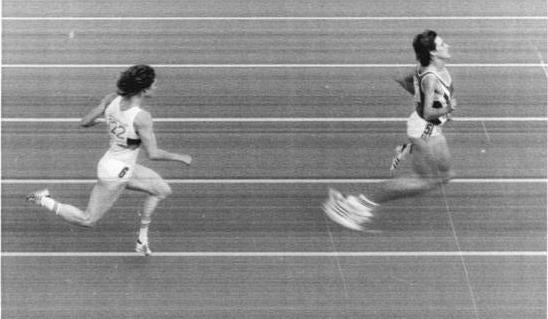
1987 — 400 метрів з бар'єрами — кадр плівкового фотофінішу OMEGA Photosprint OPS 2

В 1949 році компанія «Longines» представляє «Chronocamera» — перший серійний спортивний кварцовий хронометр, на основі якого та кінокамери Bolex-Paillard 16H в 1954 році, завдяки інженерам компанії «Longines», з'явився «Chronocinegines» («Хроносінежин») — пристрій фотофінішу і автохронометражу, що дозволив фіксувати на плівці результати з точністю до 1/1000 с. — при тому, що сама камера знімала до 100 кадрів в секунду.
«Chronocinegines» широко застосовувався в високошвидкісних видах спорту. В 1963 році «Omega» представляє подальший розвиток систем фотофінішу та автохронометражу — камеру на 35 мм плівці OMEGA Photosprint (OPS1), перший значний крок вперед з часу появи «камери Кірбі». Саме вона стала першою офіційно визнаною камерою фотофінішу і автохронометражу на Олімпійських іграх в Мехіко 1968 року — перших Олімпійських іграх в історії, на яких автохронометраж був визнаний офіційним. Отримуючи зображення через щілинний затвор зі швидкістю близько 100 кадрів в секунду, вона забезпечувала точність засікання часу до 1/1000 секунди.
На наступних літніх Олімпійських іграх 1972 року в Мюнхені була представлена більш досконала модель «Photosprint OPS 2», що стала практично монополістом у цьому секторі спортивного інструментарію аж до початку 1990-х років. Але фотофініш залишався «чорно-білим». Кольоровим він став у 1981 році завдяки OMEGA Colour Photosprint (застосовувався вперше на Олімпійських іграх 1984 року), але в силу складності технологічного процесу і високої вартості ця модель залишилася прерогативою Олімпійських Ігор до цифрової революції середини 1990-х.
Олімпіада 1988 року в Сеулі стала останньою, на якій застосовувалися виключно «плівкові» системи фотофінішу і автохронометражу; в цей час швидкість руху плівки вже досягала 1000 кадрів на секунду. При досягнутому високому технічному і технологічному рівні у плівкових фотофінішів все ще залишалися серйозні недоліки — перш за все, обмеженість часу фіксації фінішного створу. Плівка мала властивість рано чи пізно закінчуватися, іноді вона рвалася або заминалась, а процес її проявлення був трудомістким і не дуже зручним в умовах, зазвичай, далеких від лабораторних.

### Початок «цифрової» епохи
Досі точаться суперечки щодо того, хто був піонером цифрового фотофінішу. За заявою компанії «OMEGA» першим фотофінішем є система відеофінішу «Scan O Vision» створена в 1990 році, в той же час прес-реліз про її представлення датується 1991 роком. Достеменно відомо, що на літньому чемпіонаті світу ІААФ в 1991 році вперше була задіяна система фотофінішу Slit Video 1000 HD компанії «Seiko», що вперше використала CCD. Причому дозвіл на її використання поряд з плівковими системами було отримано від ІААФ всього за кілька тижнів до офіційного старту Чемпіонату. У тому ж 1991 році свій фотофініш — «MacFinish» — представляє бельгійська Intersoft Electronics.. Спочатку і імениті виробники, і новачки були приблизно в рівному становищі — вони робили перші кроки по застосуванню нещодавно виниклих пристроїв і елементної бази (CCD, персональних комп'ютерів і т. д.) для потреб спортивного хронометражу і фотофінішу. З'являється система відеофінішу «Accutrack», що використовує звичайну відеозйомку, але швидкість зйомки 30 кадрів в секунду обмежує її застосування змаганнями з легкої атлетики початкового рівня. На зимових Олімпійських іграх в Альбервіллі 1992 році дебютує система відеофінішу «Scan O Vision» компанії «OMEGA» — поки що лише в одному виді — в ковзанярському спорті. На літніх Олімпійських Іграх 1992 року в Барселоні «Seiko» використовує цифровий фотофініш на змаганнях з легкої атлетики.
Перші цифрові камери проходили ті ж етапи розвитку, що і раніше плівкові — перші моделі представляли собою цифрову камеру, яка сполучалась з таймером та комунікаційно-керуючим блоком, які в свою чергу були з'єднані з комп'ютером, на якому було встановлено спеціалізоване програмне забезпечення для роботи з отриманим зображенням. Переважно для з'єднання з комп'ютером використовувався один з найшвидших на той час SCSI - інтерфейс. По мірі вдосконалення CCD матриць розробники зіткнулися з проблемою браку швидкостей інтерфейсів для передачі великих обсягів інформації і досить швидкого виснаження вільного простору накопичувачів інформації, що мали на той час вельми скромні об'єми. Поки цифровий фотофініш залишається чорно-білим.
В травні 1994 року дебютує перший кольоровий фотофініш ColorLynx компанії з США Lynx System Developers, Inc. У тому ж році на чемпіонаті світу з легкої атлетики в Гетеборзі (Швеція) «Seiko» використовує фотофініш, що сканує фінішну лінію зі швидкістю 4000 ліній на секунду.
У 1996 році OMEGA представила свій перший кольоровий цифровий фотофініш OSV3 (щоправда, поки лише для легкої атлетики) разом з ще одним своїм нововведенням — електронним стартовим пістолетом.
У тому ж році Lynx System Developers випускає систему EtherLynx — першу в світі камеру фотофінішу з інтерфейсом Ethernet, тривалість отримання зображення фінішної лінії для якої тепер обмежувалася лише розміром вільного місця на жорсткому диску (для розділів з файловою системою NTFS).
У 1997 році на літньому чемпіонаті світу з легкої атлетики в Афінах «Seiko» використовує кольоровий цифровий фотофініш 1800 HD, що сканує фінішну лінію зі швидкістю до 4000 ліній в секунду. Його 32 мегабайт оперативної пам'яті вистачало на запис тільки 72 секунд — для початку подальшої роботи вміст переписували на 230 мегабайтні магніто-оптичні диски і потім очищали оперативну пам'ять.
У 1998 році на зимових Олімпійських іграх в Нагано в деяких видах спорту, поряд з системами компанії «Seiko», застосовуються системи Lynx System Developers. У цьому ж році ця компанія укладає договір з «Seiko» про співпрацю в даному секторі спортивного обладнання.
У 2003 році компанія Lynx System Developers представляє найбільш швидкісну систему фотофінішу з тих, що виробляються серійно — EtherLynx PRO — яка сканує зі швидкістю 10 000 ліній на секунду в 32 бітному кольорі — при одній CCD матриці. Цій-таки камері належить також рекорд в ширині захоплюваної фінішної лінії (або ж чіткості зображення) — 4000 піксел.
До початку XXI століття основні вузькі місця — у швидкості передачі даних та їхньому об'ємі — були ліквідовані завдяки загальному розвитку комп'ютерної техніки. На зміну SCSI прийшов ІЕЕЕ-1394 і високошвидкісні мережеві протоколи (оптоволоконні та звичайні). Лише одна — чисто фізична проблема так і залишилася каменем спотикання: чим вища швидкість сканування, тим більше світла потрібно для отримання чіткої картинки фотофінішу. Окремі виробники (наприклад Lynx System Developers) змогли забезпечити себе високочутливими матрицями CCD, але це рішення виявилося недоступним для інших.
Частковим виходом із ситуації стало використання більшістю виробників трьох CCD матриць замість однієї, що в свою чергу породило певні складнощі з отриманням зображення лише фінішної лінії: у зв'язку з більш широким сектором захоплення такими системами.

## Принцип роботи цифрової системи
Сучасна цифрова система фотофінішу складається, щонайменше, з однієї спеціальної цифрової камери, що використовує принцип так званої щілинної зйомки. Матриця цієї цифрової камери, на відміну від звичайних камер, для зйомки використовує лише один вертикальний ряд пікселів. У той же час швидкість отримання зображення може сягати до 10 000 ліній на секунду, хоча найбільш поширеними є системи, що сканують до 2000 ліній на секунду. Більшість камер фотофінішу мають вбудований або поєднаний таймер — в цьому випадку при отриманні зображення до кожної лінії додається маркер часу. Отримані дані передаються на комп'ютер, де за допомогою спеціалізованого програмного забезпечення лінії склеюються в одне безперервне зображення фінішної лінії протягом часу активного захоплення. Оператор або суддя фотофінішу розшифровує отримане зображення, визначаючи порядок приходу та/або час учасників.
Подальші операції з зображенням визначаються порядком або правилами змагань.

## Особливості функціонування
Отримане зображення фотофінішу являє собою проміжну ланку між фото та кінозйомкою — це одне статичне зображення рухомих об'єктів, зафіксованих протягом певного періоду часу в одному зображенні. Якщо предмет буде статичний по відношенню до лінії зйомки - то фіксуватися буде лише та частина, яка знаходиться в лінії зйомки. Чим вища швидкість руху об'єкта і чим нижча швидкість отримання зображення , тим вужчим вийде його зображення: частина поверхні об'єкта, який перетнув лінію зйомки, просто не буде зафіксована. При зворотній ситуації — низькій швидкості об'єкта або високій швидкості зйомки — об'єкт буде ширшим, ніж він є насправді, оскільки одна і та ж область його поверхні, що перетинає вісь зйомки, буде відображена більше одного разу, але буде додана до зображення. У зв'язку з цим у різних видах спорту використовується різна швидкість зйомки, а в легкій атлетиці це стосується і видів — наприклад, спринту і середніх дистанцій, де швидкість атлетів на фініші різниться. При цьому зображення, отримане при різних швидкостях зйомки, буде мати різну освітленість при одних і тих же параметрах оптичної системи камери — темніше при високій швидкості зйомки і світліше при низькій. З більшою потребою у освітленні пов'язані і параметри вимоги до світлосили оптики, що використовується в камерах фотофінішу.
Іншою особливістю є робоча висота матриці,  яка обумовлює протяжність фінішної лінії, що буде охоплюватися камерою фотофінішу. При особливо широких фінішних лініях (наприклад, у веслуванні) зазвичай потрібні максимальні значення ширини захоплення. Якщо ж ширини захоплення не вистачає, то організаторам доводиться використовувати кілька камер для кожної з ділянок фінішної лінії.

### «Смугастість» зображень
Висока швидкість зйомки має й іншу особливість — при роботі в умовах прямого штучного освітлення, що працює від мережі змінного струму (насамперед у залах), виходить зображення різної інтенсивності освітленості, що пов'язане з несучою частотою електромережі (фазою), яке в підсумку виглядає як «смугасте». Винятком із загальних правил є лише в EtherLynx PRO, де є можливість компенсації впливу «фазованого» джерела світла.😁

## Фотофініш в спорті
Наявність протоколу фотофінішу є одним з обов'язкових умов при ратифікації світових рекордів у легкій атлетиці та ряді інших видів спорту, що входять до програми Олімпійських ігор.
З появою високошвидкісних цифрових камер системи фотофінішу, вони також використовуються і в мотоспорті — ними оснащені всі місця проведення гонок Формули-1, NASCAR і ряду інших високошвидкісних перегонів.
Переважно порядок приходу визначається за першою поверхнею учасника, що торкнулася вертикальної площини фінішної лінії. Але все ж є види спорту, де обумовлюється конкретна частина спортсмена або його інвентарю, по якій визначається його прихід. У більшості олімпійських видів спорту також описані вимоги і порядок роботи системи фотофінішу.

### В легкій атлетиці
Згідно змагальним правилами ІААФ на 2010-2011 роки, для забезпечення повністю автоматичного хронометражу (апаратури, що автоматично запускає таймер від пострілу стартового пістолета та реєструє фініш за допомогою визнаної ІААФ системи фотофінішу — Fully Automatic Timing and Photo Finish System) має бути використано, щонайменше, дві незалежні одна від одної системи, з камерами, встановленими по обидві сторони доріжки, і які отримують зображення фінішної лінії з моменту її перетину з лініями доріжок. Коректність установки камер визначається за допомогою оцінки зображення чорних прямокутників (не ширше 2 см), нанесених з внутрішньої сторони фінішної риси, що прилягає до лінії кожної з доріжок: отримане зображення повинно мати колір фінішної лінії, розділений чорними смугами, утвореними чорними прямокутниками на місцях перетину фінішної лінії з лініями доріжок. Обладнання фотофінішу повинно бути перевірене на точність не пізніше 4-х років до початку старту. Перед початком бігової програми Головний суддя на фотофініші, рефері з бігових видів і стартер, проводять т. зв. тест на нуль (zero-test) для поточної перевірки точності вимірювання часу та коректності установки обладнання. Для цього в створі фінішної риси роблять постріл із стартового пістолета з підключеним стартовим датчиком, фіксуючи це на фотофініші. Після чого визначають період між появою диму або полум'я і реагуванням стартового датчика: цей час має бути постійним і не перевищувати 1/1000 с. Для чіткого визначення доріжки учасника у спринті рекомендується використання клейких номерів, за номером доріжки учасника.
Порядок першості визначається за першою поверхнею торсу атлета. Під торсом розуміється тіло атлета без рук, ніг, голови і шиї. У жінок враховуються і груди (починаючи з соска): досить часто в спринтерських видах різниця в прибутті полягає саме в цій відстані. У чоловіків же враховується і виступ в районі тазу, хоча ця частина тіла «приходить першою» тільки коли спортсмен припиняє бігти перед лінією фінішу, що найчастіше відбувається на середніх і довгих дистанціях...
З кінця 2008 року на середніх і довгих дистанціях (якщо у забігу не використовуються транспондери (RFID)) фотофінішах «Seiko» і Lynx System Developers застосовується додаткові цифрові камери (IdentiLynx), інтегровані і синхронізовані з зображенням фотофінішу, які фіксують прибіглих учасників з різних ракурсів. Це нововведення було викликано тим, що рекомендовані клейкі номери часто відклеювалися задовго до фінішу. Раніше судді звіряли прихід учасників та їх номери за окремим відеозаписом і зображенням фотофінішу, що іноді значно затримувало оголошення результатів на цих видах.
«Seiko — компанія, що забезпечує офіційний хронометраж основних змагань ІААФ (Чемпіонатів, Кубків світу та ін) — надає обладнання на ці старти. На легкоатлетичній програмі Олімпійських ігор використовується обладнання компанії «Omega», офіційного хронометриста Міжнародного Олімпійського Комітету з 2001 року.

### У велоспорті
У велоспорті на шосе фотофініш є обов'язковим як і в трекових видах 
Першість визначається по зовнішній стороні шини колеса велосипеда, який перетнув вертикальну площину лінії фінішу.
При масових фінішах в багатоденних велоперегонах, таких як Тур де Франс, Джиро д'італія, Вуельта Іспанії (як і багатьох інших) він є єдиним суддівським інструментарієм для офіційного визначення порядку приходу (найчастіше різниця між учасниками на фініші є меншою ніж 5/10 000). Час, зафіксований за допомогою фотофінішу, є офіційним; транспондери, показання яких використовуються при телевізійних трансляціях, досить часто губляться в завалах або при заміні велосипедів після аварій. На офіційних стартах UCI (Чемпіонати, Кубки Світу) використовуються системи «Omega», офіційного партнера за хронометражем UCI. На основних великих велобагатоденках (Тур де Франс, Джиро д'італія, Вуельта Іспанії та ін. офіційним обладнанням є системи Lynx System Developers.

### В лижних гонках
У деяких дисциплінах лижних гонок використання фотофінішу обов'язкове. Першість визначається за носком для кріплення черевика, а не за носком лижі, як було б логічно очікувати.

### У ковзанярському спорті та шорт-треку
У шорт-треку фотофініш застосовується з кінця 90-х років ХХ століття. А от для більш консервативного ковзанярського спорту його офіційне обов'язкове застосування стало обумовлене правилами відносно недавно — з 2008 року. У цих видах спорту прихід визначається за носком леза ковзана, який перебуває в контакті з льодом.

### В автоспорті
З появою високошвидкісних цифрових камер системи фотофінішу знайшли широке застосування в автоспорті — ними оснащені всі місця проведення гонок Формули-1, NASCAR і ряду інших високошвидкісних перегонів. Максимальна швидкість зйомки камери фотофиниша Etherlynx PRO 10K (випускається серійно з 2003 року) досягає 10 000 кадрів на секунду, що дозволяє при швидкості в 320 км/год визначати порядок приходу при розриві між болідами трохи більше одного сантиметра.

### Фотофініш на кінських та собачих перегонах
На перегонах також історично не обходиться без систем фотофінішу. На окремих іподромах число систем фотофінішу обраховується десятками, «ціна помилки» в буквальному сенсі дуже висока. Також критично важливо в цих змаганнях точне визначення порядку приходу. Для того, щоб максимально забезпечити цю вимогу, на фініші встановлюється додаткова (щонайменше, одна) система, яка орієнтована на ділянку фінішної межі, де будуть фінішувати фаворити заїзду. Для отримання зображення з обох ракурсів на внутрішній стороні доріжки традиційно встановлюють дзеркало-відбивач — «пережиток» епохи фотофінішу, що вимагає присутності там людини (але яка не може там перебувати). Втім, з появою нових систем чимало іподромів використовують також і камери фотофінішу обох ракурсів. У кінських перегонах першість зазвичай визначається за носом коня, а в собачих перегонах — за носом собаки. Проте навіть сучасні пристрої виявляються іноді не в змозі визначити переможця в тих рідкісних випадках, коли дійсно має місце факт приходу «ніс в ніс». Але все ж це відбувається вкрай рідко, хоча і практично завжди привертає увагу місцевої преси.

### Фотофініш у фотомистецтві
Фотофініш за своїм принципом дії аналогічний панорамній камері. З появою камери EtherLynx PRO з її 4000 пікселями вертикальної розподільчої здатності і практично необмеженою горизонтальною розподільчою здатністю, ряд фотографів-ентузіастів, які співпрацюють з такими спортивними виданнями, як Sports Illustrated і компаніями, як Getty Images, знайшли нове «старе» застосування для камер фотофінішу — для отримання фотографій. Дебют фотокамери фотофінішу відбувся на Олімпійських іграх 2004 року в Афінах.